# Laetitia Choux
Laetitia Choux est une nageuse française née le 23 septembre 1979 à Épinal.
Elle est membre de l'équipe de France aux Jeux olympiques d'été de 1996 et de 2000, prenant part au relais 4x200 mètres nage libre.
Elle est médaillée de bronze en relais 4x200 mètres nage libre aux Championnats d'Europe de natation 2000.
Elle a été championne de France de natation sur 200 mètres nage libre à l'été 1996, sur 400 mètres nage libre  à l'hiver 1996, en 1997 et en 2000, et sur 800 mètres nage libre à l'hiver 1996, à l'été 1996 et en 1997.
Pendant sa carrière elle a évolué aux Dauphins du TOEC et était entrainée au MON.
Échouant à quatre dixièmes d'une qualification pour les Championnats d'Europe de 2004, elle met un terme à sa carrière pour se consacrer à son DESS (elle est alors titulaire d'une maîtrise en sciences de l'environnement).